# 卡纳辛
卡纳辛是墨西哥尤卡坦州的第二大城市。它位于梅里达的大都市地区。